# 团结—苏格兰社会主义运动
团结—苏格兰社会主义运动（英語：Solidarity – Scotland's Socialist Movement），通称团结（Solidarity），是苏格兰的一个已不存在的激进左翼政党。该党成立于2006年，分裂自苏格兰社会党，它的成立得到了社会主义工人党和国际社会主义者的支持。2021年，该党解散。该组织的意识形态是社会主义、托洛茨基主义。该党主张苏格兰独立。该党的政治立场是左翼至极左翼。该党的共同召集人是Rosemary Byrne和Pat Lee。该党的总部位于格拉斯哥。